# Ababda
Ababda (Ababdah, ʿAbābdah, Ababde), kušitsko pleme iz skupine Bedža iz sjeveroistočnog Sudana i jugoistočnog Egipta, u kraju između Nila i Crvenog mora. Preci Bedža u ovim krajevima žive najmanje 4,000 godina, a Ababde su se među njima kao posebna samosvjesna skupina formirali u 16 stoljeću.

## Kultura
Ababde su najsjevernija Bedža skupina, tradicionalno nomadski stočari, koji u malenim skupinama od jedne do dvanaest obitelji, lutaju sa svojim stadima ovaca, koza i deva u potrazi za pašnjacima. Tradicionalna nastamba je prenosivi četvrtasti šator od devine dlake. Prehrana se temelji na mliječnim proizvodima, kao što je devino mlijeko, kao i meso zaklane stoke i nešto uzgojenih ratarskih kultura, napose sirak, koji uzgajaju u koritima vadija. 
Po vjeri su muslimani, ali njihova religija ima dosta pred-islamskih elemenata. U suvremeno doba mnogi se akulturiraju u egipatsko arapsko društvo. Srodnija im je skupina Qireijab, arabizirani Bedže koji danas žive kao ribari na Crvenom moru.

## Jezik
Govore ababda dijalektom jezika bedawiyet [bej].

## Vanjske poveznice
- The Ababda  Arhivirana inačica izvorne stranice od 21. studenoga 2011. (Wayback Machine)